# Campionati del mondo di atletica leggera 2015 - 10000 metri piani maschili
La gara dei 10000 metri piani maschili dei Campionati del mondo di atletica leggera 2015 si è svolta il 22 agosto.

## Podio
| Pos.    | Atleta                    | Nazionalità   | Tempo    |
| ------- | ------------------------- | ------------- | -------- |
| Oro     | Mohamed Farah             | Gran Bretagna | 27'01"13 |
| Argento | Geoffrey Kipsang Kamworor | Kenya         | 27'01"76 |
| Bronzo  | Paul Kipngetich Tanui     | Kenya         | 27'02"83 |

## Situazione pre-gara

### Record
Prima di questa competizione, il record del mondo (RM) e il record dei campionati (RC) erano i seguenti.
| Record                | Prestazione | Atleta                  | Data                             | Competizione              |
| --------------------- | ----------- | ----------------------- | -------------------------------- | ------------------------- |
| Record mondiale       | 26'17"53    | Kenenisa Bekele Etiopia | 26 agosto 2005 Bruxelles, Belgio |                           |
| Record dei campionati | 26'43"31    | Kenenisa Bekele Etiopia | 17 agosto 2009 Berlino, Germania | Campionati del mondo 2009 |

### Campioni in carica
I campioni in carica, a livello mondiale e olimpico, erano:
| Campione | Atleta                      | Prestazione | Data                              | Competizione               |
| -------- | --------------------------- | ----------- | --------------------------------- | -------------------------- |
| Olimpico | Mohamed Farah Gran Bretagna | 27'30"42    | 4 agosto 2012 Londra, Regno Unito | Giochi della XXX Olimpiade |
| Mondiale | Mohamed Farah Gran Bretagna | 27'21"71    | 10 agosto 2013 Mosca, Russia      | Campionati del mondo 2013  |

### La stagione
Prima di questa gara, gli atleti con le migliori tre prestazioni dell'anno erano:
| Pos. | Atleta                      | Prestazione | Data                                         |
| ---- | --------------------------- | ----------- | -------------------------------------------- |
| 1    | Mohamed Farah Gran Bretagna | 26'50"97    | 29 maggio 2015 Eugene, Stati Uniti d'America |
| 2    | Paul Tanui Kenya            | 26'51"86    | 29 maggio 2015 Eugene, Stati Uniti d'America |
| 3    | Geoffrey Kamworor Kenya     | 26'52"65    | 29 maggio 2015 Eugene, Stati Uniti d'America |

## Classifica
| Pos.    | Atleta               | Nazionalità   | Tempo    | Note                                     |
| ------- | -------------------- | ------------- | -------- | ---------------------------------------- |
| Oro     | Mohamed Farah        | Gran Bretagna | 27'01"13 |                                          |
| Argento | Geoffrey Kamworor    | Kenya         | 27'01"76 |                                          |
| Bronzo  | Paul Tanui           | Kenya         | 27'02"83 |                                          |
| 4       | Bedan Karoki Muchiri | Kenya         | 27'04"77 | Miglior prestazione personale stagionale |
| 5       | Galen Rupp           | Stati Uniti   | 27'08"91 | Miglior prestazione personale stagionale |
| 6       | Abrar Osman          | Eritrea       | 27'43"21 |                                          |
| 7       | Ali Kaya             | Turchia       | 27'43"69 |                                          |
| 8       | Timothy Toroitich    | Uganda        | 27'44"90 |                                          |
| 9       | Joshua Cheptegei     | Uganda        | 27'48"89 |                                          |
| 10      | Muktar Edris         | Etiopia       | 27'54"47 |                                          |
| 11      | Mosinet Geremew      | Etiopia       | 28'07"50 |                                          |
| 12      | El Hassan Elabbassi  | Bahrein       | 28'12"57 |                                          |
| 13      | Nguse Amlosom        | Eritrea       | 28'14"72 |                                          |
| 14      | Cameron Levins       | Canada        | 28'15"19 |                                          |
| 15      | Hassan Mead          | Stati Uniti   | 28'16"30 |                                          |
| 16      | Shadrack Kipchirchir | Stati Uniti   | 28'16"30 | Miglior prestazione personale stagionale |
| 17      | Arne Gabius          | Germania      | 28'24"47 |                                          |
| 18      | Tetsuya Yoroizaka    | Giappone      | 28'25"77 |                                          |
| 19      | Teklemariam Medhin   | Eritrea       | 28'39"26 | Miglior prestazione personale stagionale |
| 20      | Stephen Mokoka       | Sudafrica     | 28'47"40 |                                          |
| 21      | Aweke Ayalew         | Bahrein       | 29'14"55 | Miglior prestazione personale            |
| 22      | Kenta Murayama       | Giappone      | 29'50"22 |                                          |
| 23      | Yuta Shitara         | Giappone      | 30'08"35 |                                          |
| -       | Bashir Abdi          | Belgio        | dnf      |                                          |
| -       | Ismail Juma          | Tanzania      | dnf      |                                          |
| -       | Moses Kibet          | Uganda        | dnf      |                                          |
| -       | Imane Merga          | Etiopia       | dnf      |                                          |